# Petrovići (gmina Istočno Novo Sarajevo)
Petrovići (cyr. Петровићи) – wieś w Bośni i Hercegowinie, w Republice Serbskiej, w mieście Sarajewo Wschodnie, w gminie Istočno Novo Sarajevo. W 2013 roku liczyła 262 mieszkańców.